# مسیا کاراپتیان
مسیا کاراپتیان (ارمنی: Մեսիա Կարապետյան؛ انگلیسی: Messia Garabedian؛ زادهٔ ۳۱ اوت ۱۹۹۳) خواننده و موسیقی‌دان اهل ارمنی‌تبار مستقر در آمستردام است. وی از سال ۲۰۰۷ میلادی تاکنون مشغول فعالیت بوده‌است.

## زندگی‌نامه
وی در ۳۱ اوت ۱۹۹۳ در بغداد  به دنیا آمد . همچنین برندهٔ جوایزی همچون هنرمند مردمی جمهوری ارمنستان شده‌است. 